# メイ・グリュンワルド染色
メイ・グリュンワルド染色（メイ・グリュンワルドせんしょく、英: May-Grünwald stain）は、異なる血液細胞種を可視化して区別するための組織学的な染色法である。内科医のリチャード・メイと耳鼻咽喉科医のルートヴィヒ・グリュンワルドにちなんで名付けられた。

## 特徴
メイ-グリュンワルド染色は、主に血液塗抹標本に用いられる。細胞核が染色される。含まれる染料は、メチレンブルーとエオシンYまたはエオシンBである。メチレンブルーは染色体などの核酸を染めるので、細胞診断にも使われている。エオシンは、DNA結合タンパク質など、細胞内の基本的な部分を染色する。メイ-グリュンワルド染色とギムザ染色を組み合わせたものをパッペンハイム染色という。

## 例

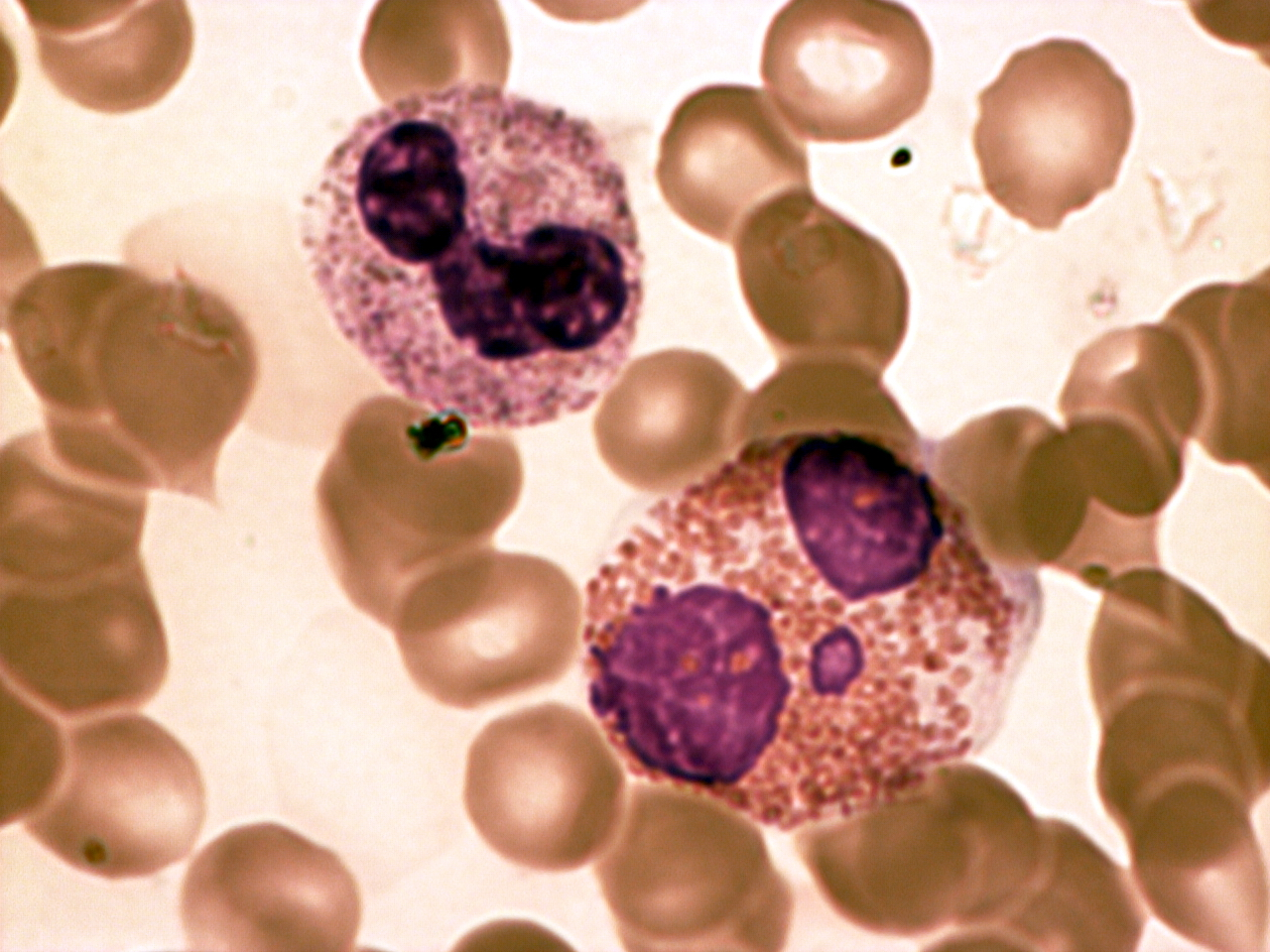
(上)好中球顆粒球と(下)好酸球顆粒球
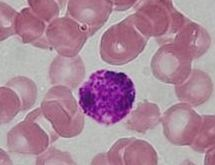
好塩基性顆粒球
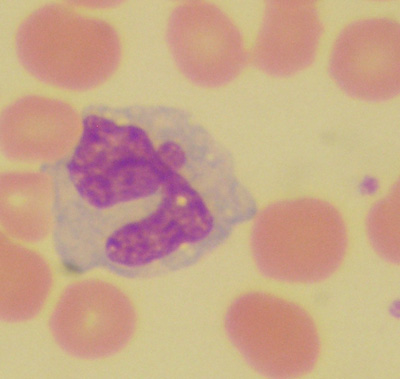
単球
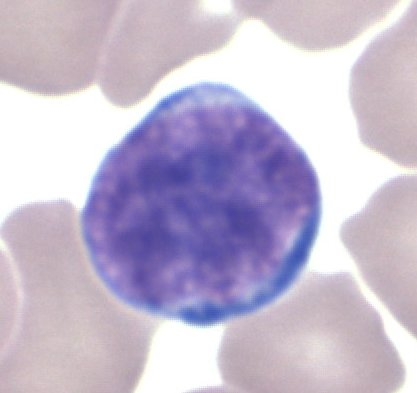
リンパ球

## 参照項目
- ライト染色 - メイ-グリュンワルド染色に代わる染色法
- ロマノフスキー染色
- 染色 (生物学)
- 末梢血塗抹検査